# Mohelnice u Nepomuka
Mohelnice (deutsch Mohelnitz) ist eine Gemeinde mit 70 Einwohnern in Tschechien. Sie liegt fünf Kilometer südöstlich von Nepomuk am Flüsschen Víska und gehört zum Okres Plzeň-jih. Die Katasterfläche beträgt 294 Hektar.

## Geographie
Der Ort befindet sich in 430 m ü. M. in einer Hanglage am linken Ufer der Víska, die am südöstlichen Rand des Dorfes im Mohelnický rybník gestaut wird. Südlich von Mohelnice führt die Europastraße 49/Staatsstraße 20 von Nepomuk nach Blatná vorbei.
Nachbarorte sind Tojice und Čmelíny im Norden, Podhůří im Südosten, Bezděkovec und Želvice im Süden sowie Mileč und Třebčice im Westen.

## Geschichte
Die erste urkundliche Erwähnung von Mohelnice stammt aus dem Jahre 1552. Der Ort gehörte zur Grundherrschaft Vrčeň und gelangte später an den Zisterzienserorden in Nepomuk. Nach der Auflösung des Klosters zählte Mohelnitz zum Besitz der Herrschaft Zelená Hora. Die berní rula weist für Mohelnice neun Bauern und drei Gärtner aus. Im 18. Jahrhundert entstand eine Mühle, die offenbar nicht sehr erfolgreich betrieben wurde, denn über den Müller wurde berichtet, „er sei ärmlich und arbeitet nicht“. 1920 lebten in Mohelnice 200 Menschen.
Im Jahre 1961 erfolgte die Eingemeindung von Čmelíny, Víska und Třebčice.

## Gemeindegliederung
Für Mohelnice sind keine Ortsteile ausgewiesen.

## Sehenswürdigkeiten
- Kapelle der Jungfrau Maria am Dorfplatz, 1865 mit sechseckigem Grundriss erbaut